# Metacyrba insularis
Metacyrba insularis är en spindelart som först beskrevs av Banks 1902.  Metacyrba insularis ingår i släktet Metacyrba och familjen hoppspindlar. Inga underarter finns listade i Catalogue of Life.